# Cantó de Carròs
El cantó de Carròs és un cantó francès del departament dels Alps Marítims, situat al districte de Grassa. Té 3 municipis i el cap és Carròs.

## Municipis
- Lo Bròc
- Carròs
- Gatièras

## Història
| Data d'elecció                           | Identitat       | Partit | Qualitat |
| ---------------------------------------- | --------------- | ------ | -------- |
| 1985-1988                                | Pierre Jaboulet | PS     |          |
| 1988-2008                                | Marius Papi     | PCF    |          |
| 2008-                                    | Antoine Damiani | PS     |          |
| les dades anteriors no són pas conegudes |                 |        |          |
|                                          |                 |        |          |

| 1962 | 1968 | 1975 | 1982 | 1990 | 1999   | 2007   |
| ---- | ---- | ---- | ---- | ---- | ------ | ------ |
| -    | -    | -    | -    | -    | 15.316 | 16.960 |